# 江楚会奏变法三折
江楚会奏变法三折是清朝末年的奏折。两江总督刘坤一、湖广总督张之洞于1901年联名上书奉劝慈禧太后实行新政。这封奏折的中心思想是：改革陈旧的科举制度，建立新式的学校，改革军事制度等。